# Карденаль-Каро (провінція)

Будівля органів влади провінції, 12 березня 2011 року.

Провінція Карденаль-Каро (ісп. Provincia Cardenal Caro) — провінція у Чилі у складі області О'Хіггінс. Адміністративний центр — Пічілему. Складається з 6 комун
Територія — 3324,8 км². Населення — 41 160 осіб. Густота населення — 12,38 осіб/км².

## Географія
Провінція розташована на заході області О'Хіггінс.
Межує:
- на півночі — з провінціями Сан-Антоніо, Меліпілья;
- на сході — з провінціями Качапоаль, Кольчагуа;
- на півдні — з провінцією Курико.

На заході провінції — узбережжі Тихого океану.

## Адміністративне поділ
Провінція складається з 6 комун:
| Комуни провінції Карденаль-Каро | Комуни провінції Карденаль-Каро |
| --- | ------------------------------- |
| 1. Навідад. Адміністративний центр — Навідад. 2. Літуече. адміністративний центр — Ель-Росаріо. 3. Ла-Естрелья. Адміністративний центр — Ла-Естрелья. 4. Пічилему. Адміністративний центр — Пічілему. 5. Марчіуе. Адміністративний центр — Марчіуе. 6. Паредонес. Адміністративний центр — Паредонес. |                                 |